# Chad Smith
Chad Smith   (Saint Paul, 25 d'octubre de 1961) Chadwick Gaylord conegut per ser el bateria de la banda californiana de Rock Red Hot Chili Peppers, grup del qual és membre des de l'any 1980, quan va substituir D.H Peligro. També és el bateria de la banda Chickenfoot amb antics membres de Van Halen, Sammy Hagar i Michael Anthony, juntament amb el famós guitarrista Joe Satriani. I un dels fundadors de Chad Smith's Bombastic Meatbats.
A part de ser reconegut mundialment pels seus èxits amb les corresponents bandes, Chad també ha obtingut diferents reconeixements, entre ells el World Record Guiness per tocar la bateria més gran del món (308 peces). La revista de Spin, va situar a Chad entre els 10 millors bateries en la llista dels 100 millors bateries de Música Alternativa. La revista Rhythm ha situat a Chad entre els 50 millors bateries de la història i entre els 20 millors en els últims anys.

## Biografia
Chad Smith va néixer al 25 d'octubre de 1961. Els seus pares són Curtis i Juana Smith. Té dos germans més grans, Bradley i Pamela. Es va casar el 1994 amb Maria St. John i junts van tenir un fill: Manon St. John (1997). Chad té tres fills més: Justin (1998), Ava (2000) i Cole (2005). S'ha divorciat dos cops. Actualment, està casat amb l'arquitecta Nancy des del 8 de maig de 2006. El casament va tenir lloc a Hopetown, Abaco, Les Bahames. Les seves aficions són: el busseig, el beisbol, el bàsquet, i muntar les seves Harleys.
Chad ha sigut influenciat per molts músics i bandes diferents: Stewart Copeland, Kiss, Led Zeppelin, Keith Moon, Mitch Mitchell, Black Sabbath, Jimi Hendrix, Van Halen, The Who, Motown,P-Funk, Buddy Rich, John Bonham.

## Carrera musical
Va començar a tocar la bateria quan només tenia 7 anys. Durant la seva adolescència va rebre diverses ofertes de bandes però preferia continuar perfeccionant la seva tècnica. Es va graduar a la secundària a "Bloomfield Hill's Lasher" on va contribuir amb diferents bandes. Més tard es va graduar a "Andover High School" i "Lahser High School".
Quan va arribar als 20 anys es va mudar a Califòrnia, on vivia el seu germà. El 1988, els Red Hot Chili Peppers buscaven un substitut per al seu bateria D.H. Peligro, que havia estat acomiadat recentment. Ja en el procés de treballar en el seu quart àlbum d'estudi i contractar el nou guitarrista John Frusciante, la banda va fer audicions obertes per a un nou bateria. Smith va ser un dels últims bateria que va fer una audició per a la banda i varen pensar que només amb l'aspecte, Smith seria el substitut equivocat, ja que semblava més glam metal que punk. No obstant això, la banda va quedar bocabadada per la seva audició. El cantant Anthony Kiedis va admirar Smith i va trobar la seva persistència impressionant.
El 2007, Smith, juntament amb els seus companys Glenn Hughes exalumnes, el guitarrista Jeff Kollman i el teclista Ed Roth, van formar una banda totalment instrumental inspirada pel seu amor compartit per Anys 1970 funk i fusió. Encara sense nom en aquell moment, el grup, completat pel baixista Kevin Chown, va debutar al programa NAMM del 2008 a Anaheim, Califòrnia. La banda ha publicat dos àlbums d'estudi i un disc doble en directe com Chad Smith's Bombastic Meatbats des dels seus inicis.

## Equip
| Pearl Reference "Tatuada" •12x10"Tom Tom •14x14" Tom de Peu •16x16" Tom de Peu •24x18" Bombo •14x5" Pearl Signature Chad Smith Snare CS 1450 •14x5" Pearl Reference Snare | Membranes- Rem •Toms: (12", 14", 16") Clear Emperor - •Caixas (Excepto Timbal): (14") Coated CS Controlled Sound •Bombo (24") Clear Powerstroke 4 amb Falam Slam Patch •Caixa/Timbal (14"): Clear Emperor |
| Platerets – Sabian •14" AAX Celerator Hi-Hats •21" AA Rock Ride •19" AA Medium Crash •20" AA Rock Crash •10" AAX Splash •20" AAX China •20" China C/Remaches (prototip)   | |

## Discografia (Àlbums d'estudi)

### Red Hot Chili Peppers
- Mother's Milk (4 Agost 1989, debut de Chad amb la banda)
- Blood Sugar Sex Magik (24 Setembre 1991)
- One Hot Minute (12 Setembre 1995)
- Califormication (8 de Juny 1999)
- By the Way (9 juliol 2002)
- Stadium Arcadium (9 Maig 2006)
- I'm With You (26 Agost 2011)
- The Getaway (17 de juliol de 2016)

### Glenn Hughes
- Songs in the key of Rock (21 d'octubre 2004)
- Soul Mover (25 de gener 2005)
- Music for the Divine (9 de Juny 2006)
- First Underground Nuclear Kitchen (9 de Maig 2008)

### Chad Smith's Bombastic Meatbats
- Meet the Meatbats (15 de Setembre 2009)
- More Meat (19 d'Octubre 2010)

### Chickenfoot
- Chickenfoot (9 de Juny 2009)
- Chikenfoot III (27 Setembre 2011)